# Опасная книга для мальчиков
«Опасная книга для мальчиков» ― книга британских писателей Конна и Хэла Иггулденов. Впервые издана «HarperCollins» в 2006 году. Книга предназначена для мальчиков «от восьми до восьмидесяти». 
Книга охватывает около восьмидесяти тем, в том числе, как построить дом на дереве, вырастить кристалл или определить направление с помощью часов. Также включены известные цитаты, рассказы, исторические сражения и фразы, которые «должен знать каждый мальчик». Книга была опубликована в Великобритании в июне 2006 года, и было продано более полумиллиона экземпляров.
Конн Иггулден до этого опубликовал роман «Волк с равнин» о Чингисхане, который, наряду с «Опасной книгой для мальчиков», позволил Иггульдену стать первым автором, возглавившим как художественные, так и научно-популярные книжные чарты.

## Критика
Некоторые рецензенты раскритиковали книгу за поощрение юных читателей к участию в действиях, которые могут привести к травмам, хотя под информацией об авторских правах есть предупреждение об ответственности. 
Другие обозреватели похвалили книгу за помощь в противодействии «культуре PlayStation» посредством продвижения мероприятий и игр на свежем воздухе.

## Награды и номинации
В 2007 году эта книга получила премию «Книга года» на церемонии вручения наград «Galaxy British Book Awards 2007». Книга также получила различные отраслевые награды, в том числе награду «Stora Enso» за дизайн.

## Экранизация
В 2007 года компания «Дисней» пробовала начать съёмки фильма по мотивам этой книги, но этот проект так и не был реализован. 
Продюсерская компания Брайана Крэнстона «Moon Shot Entertainment» приобрела права в 2014 году и позже в том же году продала проект «NBC». 
В 2017 году книга была выбрана компанией «Amazon» для заказа шести серий. Премьера сериала состоялась 30 марта 2018 года на телеканале Amazon Prime.